# Хардинг (округ, Нью-Мексико)
Хардинг (англ. Harding) — округ в штате Нью-Мексико, США. Административный центр округа — посёлок Москуэро. По данным переписи за 2010 год число жителей округа составляло 695 человек (наименее населённый округ — Нью-Мексико).

## Географическое положение
Расположен в северо-восточной части штата. Площадь округа — 5506 км². Западная граница округа — река Канейдиан.

## История
Округ был назван в честь президента США Уоррена Г. Хардинга и был создан в день его инаугурации 4 марта 1921 года из частей округов Юнион и Мора. На тот момент на территории округа проживало около 5000 человек.

## Население
| Год переписи | Нас. |  | %±     |
| ------------ | ---- |  | ------ |
| 1930         | 4421 |  | —      |
| 1940         | 4374 |  | −1,1%  |
| 1950         | 3013 |  | −31,1% |
| 1960         | 1874 |  | −37,8% |
| 1970         | 1348 |  | −28,1% |
| 1980         | 1090 |  | −19,1% |
| 1990         | 987  |  | −9,4%  |
| 2000         | 810  |  | −17,9% |
| 2010         | 695  |  | −14,2% |
| 2016         | 665  |  | −4,3%  |

В 2010 году на территории округа проживало 695 человек (из них 52,8 % мужчин и 47,2 % женщин), насчитывалось 349 домашних хозяйства и 213 семей. В округе только два зарегистрированных населённых пункта — Москуэро, Рой. Расовый состав: белые — 86,9 %, афроамериканцы — 0,3 %, коренные американцы — 1,2 % и представители двух и более рас — 1,4 %. 43,0 % населения были латиноамериканцами.
Население округа по возрастному диапазону по данным переписи 2010 года распределилось следующим образом: 13,2 % — жители младше 18 лет, 1,9 % — между 18 и 21 годами, 55,7 % — от 21 до 65 лет и 29,2 % — в возрасте 65 лет и старше. Средний возраст населения — 55,9 лет. На каждые 100 женщин в Хардинге приходилось 111,9 мужчин, при этом на 100 совершеннолетних женщин приходилось уже 114,6 мужчин сопоставимого возраста.
Из 349 домашних хозяйств 61,0 % представляли собой семьи: 51,3 % совместно проживающих супружеских пар (9,5 % с детьми младше 18 лет); 5,4 % — женщины, проживающие без мужей и 4,3 % — мужчины, проживающие без жён. 39,0 % не имели семьи. В среднем домашнее хозяйство ведут 1,99 человека, а средний размер семьи — 2,49 человека. В одиночестве проживали 34,7 % населения, 17,8 % составляли одинокие пожилые люди (старше 65 лет).

## Экономика
В 2015 году из 483 трудоспособных жителей старше 16 лет имели работу 205 человек. В 2014 году медианный доход на семью оценивался в 48 125 долларов, на домашнее хозяйство — в 32 404 доллара. Доход на душу населения — 23 339 долларов. 6,4 % от всего числа семей в Хардинге и 14,3 % от всей численности населения находилось на момент переписи за чертой бедности.